# Sergej Korobka
Sergej Korobka (* 13. Februar 1975) ist ein ehemaliger ukrainischer Fußballspieler.

## Karriere
Seine Profikarriere begann Korobka in der ersten ukrainischen Fußballliga bei ZSKA Kiew. Später spielte er für DAC Dunajská Streda in der slowakischen Liga. In der Winterpause der Saison 1997/98 wechselte der Stürmer zum deutschen Zweitligisten SG Wattenscheid 09. Sein Ligadebüt gab er am 1. März 1998 (20. Spieltag) bei der 0:1-Niederlage der SG 09 gegen den KFC Uerdingen 05. Von 1997 bis 1999 absolvierte Korobka insgesamt 32 Spiele für die Wattenscheider in der 2. Fußball-Bundesliga und erzielte dabei sechs Tore. In der Saison 1999/2000 spielte er in der Regionalliga für den KFC Uerdingen 05 und kehrte im Sommer 2000 nach Wattenscheid zurück. Bereits im Herbst desselben Jahres schloss er sich dem norddeutschen Oberligisten BV Cloppenburg an und im Frühjahr 2001 unterzeichnete er einen Vertrag beim 1. FC Bocholt in der Oberliga Nordrhein. Aufgrund dieses zweifachen Wechsels innerhalb einer Saison und fehlender Spielerlaubnis wurde er gesperrt und dem Verein zwei Spiele annulliert. Korobka verließ den Verein daraufhin im Sommer 2001 mit unbekanntem Ziel.